# Gephyraulus moricandiae
Gephyraulus moricandiae är en tvåvingeart som beskrevs av Sylven och Solinas 1987. Gephyraulus moricandiae ingår i släktet Gephyraulus och familjen gallmyggor.
Artens utbredningsområde är Tunisien. Inga underarter finns listade i Catalogue of Life.